# Consultoría ambiental
La consultoría ambiental es la especialidad de consultoría que se dedica a ofrecer asesoría, capacitación y trámites relacionados con todos los asuntos en materia ambiental de una empresa u organización. 
Un consultor ambiental trabaja con el cliente en áreas como la contaminación de agua, el aire y el suelo, la evaluación de impacto ambiental, auditoría ambiental, la gestión de residuos, política ambiental, gestión ecológico-territorial, el ruido y la medida de las vibraciones y la gestión ambiental.
En este tipo de trabajo se desempeñan diferentes tipos de profesionales los cuales incluyen; biólogos, ingenieros ambientales, bioquímicos,bioingenieros y geólogos.

## Situación en España
Tras la incorporación de España a la UE, aún tomará un tiempo elaborar nuevas leyes y normas legislativas en materia de medio ambiente. En este nuevo periodo, destacará la Ley 10/1998 de Residuos y el Real Decreto Legislativo 1/2008 de 11 de enero, por el cual “las empresas susceptibles de realizar una actividad potencialmente contaminante, deben presentar un ‘Informe Preliminar de Situación’ identificándose así una relación de actividades susceptibles de causar un perjuicio al suelo y los criterios y estándares para la declaración de suelos contaminados.” Es decir, una ley que obligue a las empresas a calcular los daños que algunos años más tarde, encontramos la Ley de Responsabilidad Medioambiental (Ley 26/2007, de 23 de octubre), que “obliga a los agentes que desarrollen actividades potencialmente contaminantes a prevenir el riesgo y a repararlo, ya haya provenido de una negligencia culpable o no, debido a que los vertidos y contaminaciones pueden provocar daños muy graves o incluso irreparables para el medio marino y terrestre” . De este modo, se comenzará a cerrar el rango de acción de muchas empresas o, al menos, a obligarlas a rendir cuentas si los daños que se causan son mayores de lo estipulado para que, en la medida de lo posible, desastres como el de Aznalcóllar no vuelvan a suceder.
Con la aparición de esta nueva legislación, han surgido también empresas que ofrecen servicios íntegros de evaluación y cálculo del daño ambiental que un determinado proyecto puede infligir en el medio ambiente, es decir, realizan el informe que el Real Decreto antes mencionado exige a las entidades constructoras antes de que estas puedan construir o modificar en modo alguno un determinado emplazamiento. Estas empresas reciben el nombre de Consultorías Ambientales o Medioambientales.

## Actividades del sector
Algunas de las actividades de una consultoría ambiental son: 
- Colecta e interpretación de datos de fuentes variadas, ordenándolos y presentándolos en forma escrita en informes científicos y declaraciones políticas. (estos informes examinarán áreas como los efectos sobre la salud humana, aguas subterráneas y el ambiente circundante)
- Asistencia a reuniones con clientes realizando presentaciones;
- Conducción de inspecciones de campo y supervisión para establecer datos o niveles de contaminación.
- Desarrollo de sistemas de gestión ambiental
- Conducción de auditorías para evaluar el funcionamiento ambiental de actividades particulares
- Evaluaciones de impacto ambiental para una amplia gama de proyectos de desarrollo en todas sus modalidades.
- Entrar en contacto con firmas privadas para vender ideas de proyecto por patrocinio ambiental.
- Administración de riesgos ambientales

El objetivo básico de las Evaluaciones de Impacto Ambiental (EIA) consiste en la prevención, es decir evitar los posibles errores y deterioros ambientales antes de que ocurran ya que puede resultar más costoso corregirlos una vez que hayan sido ejecutados los proyectos y puedan acarrear efectos irreversibles.
Un EIA es un estudio basado en una metodología y unos criterios valorados cualitativos o cuantitativos específicos y contrastados cuya elaboración y redacción debe realizarse desde la óptica de un equipo multidisciplinar integrado por especialistas en ingenierías, biología, geología, geografía, ciencias ambientales, etc.
Las EIA tienen como fin presentar una información integrada de los impactos sobre el medio ambiente y asociar al proceso de evaluación a las autoridades públicas competentes de los diferentes sectores. 
Antes de entrar más en materia, dejemos claro el concepto de “Impacto Ambiental”, que se dará cuando “una acción o actividad produce una alteración, favorable o desfavorable en el medio o en alguno de los componentes del medio. Esta acción puede ser un proyecto de ingeniería, un programa, un plan, una ley o una disposición administrativa con implicaciones ambientales.”
Por tanto, los EIA son un estudio técnico de carácter multidisciplinar realizado para identificar, predecir, valorar y corregir las consecuencias o efectos ambientales que determinadas acciones, proyectos, etc. puedan causar sobre la entidad de la vida del hombre y su entorno. 
Sin embargo, el trabajo que se realiza en las consultorías medioambientales es siempre un proceso jurídico-administrativo, ya que atiende a dos vertientes: Por un lado el procedimiento propiamente dicho para la aprobación, modificación o rechazo de un proyecto o actividad por parte de la administración, y por otro lado elabora el análisis encaminado a predecir las alteraciones que el proyecto o actividad pueda producir en la salud humana y en el medio. 
De este modo, a la hora de repartir las tareas, se ven implicados varios órganos según el Real Decreto Legislativo 1/2008 del 11 de enero:
1. El órgano sustantivo, que es la autoridad que debe conceder la autorización, aprobación, licencia o concesión conforme a la legislación que resulte aplicable en razón a la materia que se trate.
2. El órgano ambiental, que es la autoridad que detenta las competencias medioambientales en materia de evaluación de impacto ambiental.
3. La declaración de impacto ambiental, que es el pronunciamiento del órgano ambiental competente en el que sobre la base de los efectos ambientales previsibles se resuelve sobre la conveniencia o no de realización de la actividad proyectada, y en caso afirmativo fija las condiciones que deben establecerse para su ejercicio.

Además, se recogen también dentro del Real Decreto antes mencionado, los puntos necesarios que deben aparecer en un EIA:
- Descripción del proyecto
- Análisis de alternativas
- Inventario ambiental y descripción de interacciones ambientales
- Identificación y valoración de impactos
- Propuesta de medidas protectoras y correctoras
- Programa de vigilancia ambiental
- Documento de síntesis

Así pues cuando una determinada organización quiere llevar a cabo un proyecto, para que se lo acepte la administración, es necesario que tenga un EIA, de modo que acude a una empresa donde los profesionales del área,  con experiencia y altamente calificados llevarán a cabo una serie de reuniones  en las que se recopila la información de los diferentes componentes ambientales que el proyecto podría intervenir y/o afectar. 
A este proceso se le llama Trámite de Consultas Previas, y es algo obligatorio a la hora de llegar a un entendimiento por ambas partes, la administración y la empresa. A continuación se comienza el estudio de impacto ambiental a lo largo del cual se llevan a cabo diversas acciones entre ellas, las Visitas de Campo por parte de los técnicos especialistas en las que se recoge documentación in situ, del terreno, del tipo de proyecto a realizar y de sus implicaciones.
Una vez elaborado el EIA, la empresa que lo ha contratado lo presentará a la administración para dar fe de que su proyecto es viable y no dañino en demasía, comprometiéndose además a cargar con la responsabilidad de reparar el daño que pueda causar al medio.
Otras responsabilidades pueden incluir:
- Suministro de información especial actualizada;
- Conferencias y visitas en instituciones educativas;
- Funcionamiento sobre proyectos de ultramar.
- Gestión y desarrollo de proyectos de ingeniería ambiental
- Asesoría legal
- Trámites en materia ambiental
- Capacitación ambienta

## Tareas en materia de ingeniería ambiental
- Mitigación de la contaminación del aire
- Sistemas de Tratamiento de Aguas Residuales
- Gestión de Residuos Sólidos (No peligrosos)
- Gestión de Residuos Peligrosos
- Mitigación de la contaminación del suelo
- Información de Medio Ambiente
- Mitigación de la contaminación en áreas degradadas por la minería
- Mitigación de la contaminación por ruido
- Mitigación de la contaminación térmica
- Miticación de la contaminación por radiactividad
- Desarrollo de fuentes de energía alternativas
- Evaluación de impacto ambiental